# 望月智充
望月智充（1958年12月31日—）是日本男性動畫導演、演出家，出身於北海道。
在部份參與的動畫作品會以「坂本鄉」作為筆名擔任分鏡或劇本。其妻是動畫師後藤真砂子。

## 經歷
望月智充在早稻田大學時參加過校內的動畫同好會，並擔任過動畫同好會負責出版同人刊物的編集長。
1981年，望月智充輟學進入亞細亞堂；在一年的動畫經驗後，於1982年的《忍者MAN一平》初次演出。之後嘗試過《魔法小天使》等魔法少女動畫，於1986年的《光之傳說》初擔任導演。在1988年與動畫師後藤真砂子結婚。
望月智充擔任導演時，有時會兼任劇本（或系列構成）、音響導演。在風格上，時常使用橫搖鏡頭（PAN鏡）。最大的特色是屢屢出人意表的演出手法，尤其在《古靈精怪》中充分展現了這點；這也影響到後來《涼宮春日的憂鬱》等作品，表達了突破日本極限動畫的演出。可惜的是，在《古靈精怪劇場版：但願回到過去》中對三位主角的描寫招致了原作迷與作者松本泉的批評，以致於評價兩極（當時的劇本是寺田憲史撰寫）。
2009年，望月智充從長期任職的亞細亞堂辭職，開始自由契約的工作。

## 主要參加作品

### 擔任導演
- 光之傳說（1986年）
- Twilight Q 時間交錯點 REFLECTION（1987年）
- 相聚一刻劇場版：相聚一刻完結篇（1988年）
- 古靈精怪劇場版：但願回到過去（1988年）
- 麗卡妹妹：不可思議的優尼亞物語（1990年）
- 夢回綠園（1991─1993年、劇本）
- 愛物語 9 Love Stories（1992年）
- 海潮之聲（1993年）
- 誕生（1994年）
- 搞怪拍檔 FLASH2（1994年）
- 搞怪拍檔 FLASH3（1994年、劇本）※劇本以坂本鄉名義
- 我的麻里（1996年、分鏡、劇本）※劇本以坂本鄉名義
- 汪汪犬可洛佩（1996年-1997年）
- 勇者指令（1996年-1997年、劇本）※劇本以坂本鄉名義
- 勇者指令：水晶之瞳少年（1997年）
- 八雲傳說（1997年、劇本）※劇本以坂本鄉名義
- 女棒甲子園（1998年）
- 六翼天使之聲（1999年、劇本）※劇本以坂本鄉名義
- 鋼彈新體驗0087 GREEN DIVERS（2001年）
- 橫濱購物紀行（2002年-2003年、劇本）
- 麥穗星之夢（2003年-2004年、系列構成・劇本・分鏡・演出）
- 絕對少年（2005年、分鏡）
- 死神的歌謠（2006年、分鏡・演出・音響導演）
- 時尚魔女：幸福的魔法（2007年、分鏡・音響導演）
- 波菲的漫長旅程（2008年、劇本・分鏡・演出・音響導演）
- 江戶盜賊團五葉（2010、系列構成・劇本・分鏡・演出）
- Pupa（2014、劇本・分鏡・演出・音響導演）
- 雨色可可（2015、分鏡・演出・音響導演）
- MISSION SCHOOL（劇本・分鏡・演出）
- 野球少年（2016、劇本・分鏡）

### 演出、其他
- 忍者MAN一平（1982年、演出）
- 心跳今夜（1982年-1983年、演出）
- 魔法小天使（1983年-1984年、演出）
- （1984年、分鏡・演出）
- 沙精（1985年、演出）
- 魔法小天使劇場版（1985年、腳本・演出）
- 福星小子（1985年、分鏡・演出）
- 鄰家女孩（1986年、演出）
- 哆啦A夢（1986年、第860集分鏡）
- 相聚一刻（1987年、分鏡）
- 計劃A子（1987年、分鏡）
- 燃燒吧!大哥（1988年、分鏡）
- 亂馬½（1989年、系列導演・分鏡・演出）
- 超能力魔美（1987年-1989年、分鏡・演出）
- 大耳鼠（1989年-1991年、分鏡・演出）
- 大耳鼠 愛莉活動寫真（1990年、分鏡）※與本鄉共同擔任
- 江戶好小子太助（1990年、分鏡）
- 少年劍道王直角（1991年、分鏡）
- 電影少女（1992年、分鏡）
- 忍者亂太郎（1993年-、劇本・分鏡・演出）
- 夢幻遊戲（1995年、分鏡）※坂本郷名義
- 天才寶貝（1996年、分鏡）※坂本郷名義
- 青澀之戀動畫版（1998年、分鏡）
- 夢幻拉拉（1998年、系列構成・劇本）
- 餓沙羅鬼（1998年-1999年、分鏡）※坂本郷名義
- 星方天使（1999年、分鏡）※坂本郷名義
- 力石戰士（1999年、分鏡）※坂本郷名義
- 沉默的未知（2000年-2001年、分鏡）※坂本郷名義
- 科學小飛喵（2000年-2001年、分鏡・演出）
- 超能奇兵（2001年、分鏡）
- 青春草莓蛋（2001年、分鏡）※坂本郷名義
- 基因攻防戰（2001年、分鏡）※坂本郷名義
- 灰羽聯盟（2002年、分鏡）※坂本郷名義
- 頑皮小白貂（2002年、分鏡）※坂本郷名義
- 翼神世音（2002年、分鏡）※坂本郷名義
- 花田少年史（2002年-2003年、分鏡）
- 廢棄公主（2003年、分鏡）※坂本郷名義
- 闇與帽子與書的旅人（2003年-2004年、系列構成・劇本）
- 原子小金剛第3期動畫（2004年、分鏡）
- 怪俠佐羅利（2004年、分鏡）
- SD鋼彈FORCE（2004年、分鏡・演出）
- NHK大家的歌（2004年-2005年、部份節目動畫演出）
- 交響詩篇（2005年-2006年、分鏡）※坂本郷名義
- 陰守忍者（2006年、開頭及結尾動畫演出）※坂本郷名義
- 吉宗（2006年、分鏡）
- 不平衡抽籤（2006年、分鏡）
- Code Geass 反叛的魯路修（2006年-2007年、分鏡）※坂本郷名義
- 銀河鐵道物語第2期動畫（2007年、分鏡）
- 桃華月憚（2007年、系列構成・劇本・分鏡）
- 魔力充電娘（2009年、片頭曲和片尾曲作詞）
- 只有神知道的世界 （2010年 分鏡，片尾）
- 只有神知道的世界ΙΙ （2011年 分鏡、片尾）
- Starry☆Sky （2011年，分鏡）
- 世界一初戀 （2011年 分鏡）※坂本郷名義
- 死囚樂園 （2011年、分鏡）
- 偶像大師 （2011年、分鏡）
- 純白交響曲 （2011年、分鏡）
- 宇宙兄弟 （2012年、分鏡）
- 群花綻放、彷如修羅（2025年、分鏡）

## 其它
- 1993年望月智充在吉卜力工作室完成電視動畫《海潮之聲》，之後在吉卜力內部舉辦試映會。當時宮崎駿坐在望月智充身邊。望月智充後來回憶：「他在我旁邊跟我一起看，那可說是我人生中最為漫長，也最痛苦的70分鐘。雖然當時高畑先生也在，不過他只罵自己做的東西，別人做的他從不動怒，所以我一點也不怕高畑先生。可是我身邊的宮崎先生，卻把我嚇得...。不過自從那次之後，這個業界我就不再有什麼好怕的了。」 [3]
- 在2020年10月14日，松本泉逝世的隔週，望月智充在自己的推特上追悼時提到，因為他拍了但願回到過去的劇場版，而被認為是破壞原作的人，他自己也感受到松本泉似乎也很討厭他。除此他也透露在配音之前，他只有見過松本泉一次面。松本泉約他見面後一邊看著配音稿，一邊對他說：這部電影內容完全不一樣（指跟漫畫相比）。望月也透露了劇場版背後的秘辛：松本泉直到前幾天才知道有要拍劇場版的事情...。這樣對待原作者的方式是現在無法想像的，他一直記得對松本先生很抱歉。[4]

## 外部連結
- （日語）－望月智充的官方個人部落格。
- 望月智充的X（前Twitter）